# Breathe Deeper
Singles de Tame Impala
Lost in Yesterday
(2020) Is It True
(2020)
Clip vidéo
[vidéo] « Breathe Deeper (Audio) », sur YouTube
Breathe Deeper est une chanson du projet musical australien Tame Impala, parue sur son quatrième album The Slow Rush. Elle est sortie le 14 février 2020 — en même temps avec The Slow Rush — en tant que cinquième single de l'album. La chanson est écrite par Kevin Parker, qui joue tous les instruments et interprète toutes les parties vocales.

## Prestations en public
Tame Impala a interprété Breathe Deeper, ainsi que le single précédent Lost in Yesterday, lors de l'émission américaine Jimmy Kimmel Live le 2 mars 2020.

## Réception

### Accueil critique
La chanson a reçu des avis mitigés à positifs de la part des critiques. Max Freedman du journal numérique américain The A.V. Club écrit que la chanson « s'ouvre avec un mélange de guitares qui se sentirait à la maison au milieu des explosions ravissantes qui définissaient l'album Lonerism, mais même lorsque de vigoureux pianos « acid house » émergent pendant le refrain, la chanson ne fleurit jamais comme nous l'attendons des meilleures productions de Parker ».
Le critique Thomas Smith du New Musical Express écrit que la chanson « oscille entre les pianos ravey et Fleetwood Mac des années 80 ». Il a également écrit que les 90 dernières secondes de la chanson « sonnait un peu comme Da Funk de Daft Punk ».
La critique indépendante Elisa Bray du journal britannique Independent a commenté positivement sur Breath Deeper, expliquant que la « voix brumeuse mais pleine de soul de Parker dérive avec bonheur contre les rythmes et le piano brillant de la chanson ».

### Accueil commercial
Avec une 59e place dans le UK Singles Chart, Breathe Deeper devient le single de Tame Impala le mieux classé au Royaume-Uni. En Irlande, Breathe Deeper devient également le single le mieux classé du groupe dans le pays, atteignant la 51e place.
Aux États-Unis, il atteint notamment la 2e place du Hot Rock Songs Chart, le meilleur score de Tame Impala dans ce classement.

## Liste de titres
| 1. | Breathe Deeper | 6:12 |

## Classements
| Classement (2020)                   | Meilleure position |
| ----------------------------------- | ------------------ |
| Australie (ARIA)                    | 55                 |
| Australie (ARIA Australian Singles) | 7                  |
| États-Unis (Hot Rock Songs)         | 2                  |
| Irlande (Irish Singles Chart)       | 51                 |
| Nouvelle-Zélande Hot Singles (RMNZ) | 9                  |
| Portugal (AFP)                      | 95                 |
| Royaume-Uni (UK Singles Chart)      | 59                 |

| Classement (2020)           | Position |
| --------------------------- | -------- |
| États-Unis (Hot Rock Songs) | 95       |

## Historique de sortie
| Pays      | Date                    | Format                                      | Label                              | Réf.  |
| --------- | ----------------------- | ------------------------------------------- | ---------------------------------- | ----- |
| Divers    | 14 février 2020 (album) | - CD - LP - MC - téléchargement - streaming | - Caroline - Modular (en) - Island | ,     |
| Australie | 14 février 2020         | Diffusion radio (succès contemporains)      | - Island - UMG                     | [ 2 ] |